# Почётный гражданин Архангельской области
Почётный граждани́н Арха́нгельской о́бласти — почётное звание, присуждаемое гражданам внесшим значительный личный вклад в экономическое, социальное, культурное развитие Архангельской области. Присваивается не более чем один раз в год, постановлением Архангельского областного Собрания депутатов.

## О звании
Звание «Почетный гражданин Архангельской области» присваивается лицам, получившим широкую известность и признательность населения Архангельской области, внесшим значительный личный вклад в экономическое, социальное, культурное развитие Архангельской области, обеспечение защиты прав и свобод человека и гражданина, повышение авторитета Архангельской области в Российской Федерации и за рубежом, лицам, заслуги которых отмечены государственными наградами Российской Федерации, СССР, либо знаком отличия «За заслуги перед Архангельской областью».
Звание «Почетный гражданин Архангельской области» может быть присвоено гражданам Российской Федерации, иностранным гражданам, лицам без гражданства. Не допускается повторного, посмертного присвоения, а также присвоения звания лицу, имеющему неснятую или непогашенную судимость. Также, данное звание не может быть присвоено лицу, замещающему государственную должность федерального или областного уровня. Допускается присвоение не ранее, чем через два года после завершения срока вышеуказанных должностных полномочий.
Данное звание присваивается не более чем одному лицу в календарный год. Гражданину, удостоенному звания, выплачивается единовременное денежное вознаграждение в размере 100000 рублей и вручается нагрудный знак.

## Порядок присвоения звания
Ходатайства о присвоении звания «Почетный гражданин Архангельской области» могут быть представлены органами государственной власти Архангельской области, а также главами муниципальных образований Архангельской области, представительными органами муниципальных образований Архангельской области, руководителями государственных учреждений и государственных унитарных предприятий Архангельской области. Также, право на это имеют общественные объединения и иные общественные организации Архангельской области.
К ходатайству должны быть приложены все необходимые документы, отражающие конкретные заслуги кандидата перед Архангельской областью, а также документы удостоверяющие соответствие кандидата всем требованиям для присвоения звания.
После всех необходимых проверок со стороны контролирующих государственных органов и учреждений, ходатайства о присвоении звания направляются Губернатору Архангельской области не позднее 15 апреля текущего года.
Комиссия по наградам Архангельской области при Губернаторе Архангельской области не позднее 1 июня рассматривает ходатайства о присвоении звания, и принимает решение о их поддержке или отклонении.
На основании решения комиссии, Отдел наград департамента государственной гражданской службы и кадров администрации Губернатора Архангельской области и Правительства Архангельской области в течение пяти календарных дней готовит проект представления к присвоению звания, после чего он вносится председателем комиссии на рассмотрение Губернатору Архангельской области.
Губернатор Архангельской области вносит представление к присвоению звания «Почетный гражданин Архангельской области» в Архангельское областное Собрание депутатов, после чего депутаты принимают решение в форме постановления.
Нагрудный знак и удостоверение к званию «Почетный гражданин Архангельской области» вручается награждённому в торжественной обстановке председателем Архангельского областного Собрания депутатов либо другим должностным лицом по его поручению. После награждения, имя почётного гражданина вносится в книгу и на стенд удостоенных звания «Почетный гражданин Архангельской области».
Лица, удостоенные звания «Почетный гражданин Архангельской области», приглашаются Архангельским областным Собранием депутатов и Губернатором Архангельской области на мероприятия, посвященные государственным праздникам и другим важным событиям.

## Нагрудный знак
Нагрудный знак к званию «Почетный гражданин Архангельской области» носится на правой стороне груди и располагается ниже государственных наград Российской Федерации и СССР.

## Список почётных граждан Архангельской области
- Миткевич, Мая Владимировна (27 октября 2010 года)[2][3] — директор государственного учреждения культуры "Государственное музейное объединение «Художественная культура Русского Севера», заслуженный работник культуры РСФСР, почетный гражданин города Архангельска
- Шишов, Виктор Александрович (16 октября 2011 года)[4][5] — руководитель агрофирмы «Вельская»
- Панов, Виктор Петрович (17 октября 2012 года)[6][7] — художественный руководитель Архангельского молодёжного театра, заслуженный деятель искусств Российской Федерации
- Пролетарский, Валентин Николаевич (26 октября 2016 года)[8][9] — тележурналист и спортивный комментатор, заслуженный работник культуры Российской Федерации
- Шатковская, Елена Флегонтовна (13 декабря 2017 года)[10][11] — директор Кенозерского национального парка, заслуженный работник культуры Российской Федерации
- Громогласов, Анатолий Иванович (2 декабря 2019 года)[12] — генеральный директор СПО «Арктика».